# Ausgliederungsmodell
Das Ausgliederungsmodell bezeichnet eine Steuergestaltung, welche die schädlichen Folgen der Abfärbetheorie im Sinne von § 15 Abs. 3 Nr. 1 EStG verhindert. 
Erzielt eine Personengesellschaft neben anderen Einkünften auch gewerbliche Einkünfte, führen diese gewerblichen Einkünfte zu einer Umqualifizierung sämtlicher Einkünfte in gewerbliche Einkünfte; mithin unterliegen z. B. auch Einkünfte aus einer freiberuflichen Tätigkeit insgesamt der Gewerbesteuer. Durch das vom Bundesfinanzhof aufgezeigte Ausgliederungsmodell wird die gewerbliche Tätigkeit in eine personenidentische (eigens geschaffene oder bereits vorhandene) Personengesellschaft ausgegliedert und kann somit die übrigen Einkünfte nicht mehr infizieren.
Beispiel:
Eine augenärztliche Gemeinschaftspraxis verkauft neben der eigentlichen Tätigkeit auch Kontaktlinsen und entsprechende Pflegemittel. Da eine Handelstätigkeit der freiberuflichen Tätigkeit als Arzt fremd ist, kommt es gemäß § 15 Abs. 3 Nr. 1 EStG zur Abfärbung der gewerblichen Handelstätigkeit auf die nicht gewerblichen, freiberuflichen Einkünfte. Nunmehr gelten alle Einkünfte als gewerblich. Durch Gründung einer zweiten Personen(handels)gesellschaft, in die die Handelstätigkeit ausgelagert wird, kann diese Rechtsfolge vermieden werden, da eine Infektion der Einkünfte einer anderen Personengesellschaft (Schwesternpersonengesellschaft) nicht in Betracht kommt.